# Álvaro Castelo
Álvaro Castelo (Serra, 12 de fevereiro de 1896 — Serra, 8 de julho de 1988) foi um político brasileiro. Exerceu o mandato de deputado federal constituinte pelo Espírito Santo em 1946. Filho de Cora Sales Castelo e João Dalmácio Castelo, veio de uma família que desempenhou vários papéis importantes na política. Em Vitória, estudou no Grupo Escolar Gomes Cardim e no Ginásio São Vicente. Depois ingressou no bacharelado em Direito na Faculdade Nacional de Direito, em 1922, no Rio de Janeiro.
Foi telegrafista, do Telégrafo Nacional, em Vitória, por mais de três anos (1920-1923) e depois se tornou promotor público de Afonso Cláudio (ES), futuramente também seria o prefeito do município (1945). Trabalhou como advogado autônomo na mesma comarca entre 1924-35.
Por dois anos (1935-37) ocupou a cadeira de deputado estadual pelo Partido da Lavoura na Legislativa do Espírito Santo. Porém, em novembro de 1937, o golpe do Estado Novo fechou todas as casas legislativas do país. Com o fim das atividades políticas, voltou a trabalhar como advogado autônomo.
Em 1945, foi eleito deputado federal constituinte pelo Espírito Santo (Assembléia Nacional Constituinte) na legenda do Partido Social Democrático (PSD) e deixou a prefeitura de Afonso Cláudio em janeiro de 1946. Seu mandato foi estendido até o final da legislatura (1951) depois da promulgação da nova Carta e a transformação da Assembléia Nacional Constituinte em Congresso ordinário. Álvaro Castelo exerceu mais dois mandatos como deputado federal: de 1951-55 e 1961-63 e foi indicado várias vezes para compor o Tribunal Regional Eleitoral.
Ao longo de sua carreira foi advogado, promotor público, professor secundário e jornalista. Dirigiu o jornal Evohé e o jornal Afonso Cláudio que tem o mesmo nome da cidade. Foi também presidente e vice-presidente do Diretório Regional do PSD, no Espírito Santo, por cinco anos (1955-60). De 1955 à 1961, Álvaro Castelo ocupou o cargo de presidente da Caixa Econômica Federal.
A família de Álvaro Castelo foi importante no cenário político do Espírito Santo: seu tio, Cassiano Cardoso Castelo, foi deputado estadual, prefeito de Vitória, secretário de Interior e Justiça no governo Nestor Gomes. Já sua irmã, Judite Leão Castelo Ribeiro, foi a primeira mulher candidata a um cargo eletivo no Brasil (1934), logo após a conquista do voto feminino (1932) e conseguiu ser eleita como deputada estadual em 1946. Permaneceu na Assembléia por quatro legislaturas e assumiu a quinta como suplente. Álvaro Castelo teve três filhos com sua esposa, Jaci Barros Leite.